# Фёдоров, Василий Георгиевич
Василий Гео́ргиевич Фёдоров (16 [28] октября 1895, Херсон — 8 марта 1959, Прага) — русский прозаик, поэт, публицист, актёр. Участник литературного объединения русских поэтов и прозаиков в Праге «Скит» («Скит поэтов»). Представитель первой волны эмиграции.
Печатался в журналах «Будильник», «Воля России», «Годы», «Литературный современник», «Меч», «Родное слово», «Рубеж», «Современные записки» и газетах «Дни», «Последние новости», «Россия и славянство», «Сегодня», «Херсонское утро», «Херсонские новости», «Родной край». Художественное наследие составляет два десятка рассказов, две повести, пять публицистических статей, два незавершённых романа, незаконченная пьеса, несколько стихотворений и газетных заметок.

## Биография
Родился в Херсоне 16 октября 1895 в семье мелкого чиновника Георгия Васильевича Фёдорова, школьного учителя, впоследствии служащего Херсонской губернской земской управы, проявлявшего склонность к литературному творчеству. (писал «наставления для народа» по разведению деревьев и уходу за ними). Примечательна брошюра Георгия Васильевича «Как разводить виноград» (Херсон, 1911) — практические советы для детей по разведению винограда были изложены автором в стихотворной форме, вероятно, для облегчения запоминания. Исследователи полагают, что автором мог быть не Георгий Васильевич, а его сын Василий Фёдоров, первые пробы пера которого относятся именно к этому времени, но в предисловии к брошюре об этом ничего не сказано.
Окончил херсонскую 1-ю мужскую гимназию. В 1915 году поступил на юридический факультет Новороссийского университета в Одессе. В 1917 году был призван в армию, через два месяца отпущен по болезни, после чего вернулся в Херсон. Тогда же в местной газете «Херсонские новости» появились стихи молодого поэта: «Мародёрам тыла», «Балалаечка крещенская», «Весна», «Великой и свободной», «Я видел Вас…» и др.
В годы гражданской войны был сторонником русского национально-патриотического «белого движения». Незадолго до того, как 19 августа 1919 года Херсон заняли белогвардейцы, в городе началась работа по созданию комитета помощи Добровольческой армии. В состав инициативной группы входило шесть человек, среди которых был и Василий Фёдоров. Впоследствии возглавил театрально-художественную секцию комитета. С чтением патриотических стихов выступал на народных лекциях, устраиваемых комитетом. Стихи Фёдорова, опубликованные на страницах издававшейся комитетом антибольшевистской газеты «Херсонское утро» («Светлой памяти Л. Г. Корнилова», «Москва», «Стихи о Родине», «Два года»… и др.) носят ярко выраженный национально-патриотический характер. Среди них есть и лирические (например, «Осень», «Домино», «Прошлое», «Юность»). Ранние стихи Василия Фёдорова не вошли ни в одну его книгу.
После занятия Херсонщины большевиками, в 1921 году Фёдоров покинул Херсон. В «Автобиографии» объяснял этот шаг следующим образом: «… я решил на время покинуть родину, чтобы закончить своё образование». В апреле 1921 года, при пересечении украинско-румынской границы в пограничном городке Бендеры, был арестован. В тюрьме написал несколько стихотворений, которые переслал на волю. Стихи были напечатаны в газете «Неделя». В тюрьме Фёдорова посетили поэт-сатирик Пётр Потёмкин и критик Пётр Пильский, которые в тот момент находились в Кишинёве. Благодаря хлопотам Пильского, с которым Фёдоров был знаком ещё по Херсону, был освобождён из тюрьмы. До осени 1921 года работал на стройке, писал фельетоны, печатался в кишинёвских газетах.
После Кишинёва перебрался в Бухарест, где работал маляром в железнодорожное депо. Вскоре получил место репетитора у дочерей примадонны Королевской оперы русской артистки Ивоны и артистки той же оперы Лучезарской. Подрабатывал платным хористом в церковном хоре, пел в украинской оперетте, исполнял роль Петра в комической опере Н. В. Лысенко «Наталка-Полтавка».
Летом 1922 года Фёдоров перешёл румыно-чешскую границу и оказался в Кошице, где его снова арестовали. После освобождения перебрался в Прагу. Осенью 1922 года поступил на Русский юридический факультет, основанный бывшим ректором московского университета философом и правоведом П. И. Новгородцевым. Учёбу совмещал с работой в русском музыкально-танцевальном ансамбле, в составе которого гастролировал по всей Чехословакии. В ансамбле исполнял русские песни и цыганские романсы, часто аккомпанируя себе на балалайке.
В 1924 году Фёдоров познакомился с Марией Штефловой и вскоре они поженились. Проживали в Ржичинах под Прагой. Здесь в 1926 году, не совсем ещё оправившись от крупозного воспаления лёгких (из-за которого ему пришлось оставить сцену), Фёдоров написал первые рассказы. Один из них, «Роман с сапогами», был напечатан в пражском иллюстрированном литературно-публицистическом журнале «Годы» (1926, № 3). А в варшавском еженедельнике «Родное слово» (1926, № 9) вышел рассказ «Чародейный плёс». В январе 1927 года, проучившись шесть семестров на Русском юридическом факультете, Фёдоров оставил его по собственному желанию.
Был членом Союза русских писателей и журналистов в Чехословацкой республике, основанного в Праге в 1922 году. В 1928 году он вместе с русским писателем Е. Н. Чириковым участвовал от Чехословакии в работе съезда русских зарубежных писателей, проходившего в Югославии. Там познакомился с Владимиром Набоковым. Помимо литературы их сблизило и общее увлечение — коллекционирование бабочек.
Был одним из постоянных участников собраний пражского литературного кружка «Далиборка». В 1926 году вошёл в пражское литературное объединение «Скит».
В 1929 году под маркой «Скита» начала выходить серия изданий стихов и прозы. Первым изданием была книга стихов друга Фёдорова поэта Вячеслава Лебедева «Звёздный крен». Вторым — сборник рассказов Фёдорова «Суд Вареника». Книга вышла в Праге тиражом 1000 экз., из них 200 — по предварительной подписке. Редактировал сборник А. Л. Бем; художественное оформление выполнил Калабин Е. Н. В книгу вошли пять рассказов, написанных в 1926—1930 годы. Критика положительно оценила первую книгу писателя. В отзывах подчёркивалась связь прозы Фёдорова с традициями русской литературы. Поэт, беллетрист и литературный критик Евгений Недзельский писал: «Я не сомневаюсь, что будущие поколения будут оценивать талант Фёдорова как юмориста жесточайшей эпохи…». Критик Герман Хохлов констатировал: «Фёдоров — настоящий писатель, и его грубоватая, ироническая и насмешливая книга рассказывает о подлинной жизни…».
В 1927 году начал сотрудничать с одним из крупнейших эмигрантских журналов «Воля России», где в № 4 опубликовали его рассказ «Кузькина мать». Известный историк и библиограф С. П. Постников в связи с этим писал: «Одним ударом — своим рассказом „Кузькина мать“ — г(осподин) Фёдоров выдвинулся из толпы молодых писателей. <…> Несмотря на богатый бытовой материал рассказа, автор не соблазнился чистым бытописанием, но сумел выдержать своеобразный, „под Гоголя“, стиль рассказа и дать захватывающее читателя повествование. Как раз в тех местах рассказа, где молодой писатель мог бы увлечься описаниями и подробностями, Фёдоров иронически обрывает себя и спешит с развёртыванием сюжета. Первый дебют Фёдорова на редкость удачный и позволяет говорить о нём как о сложившемся писателе».
В дальнейшем в журнале «Воля России» были опубликованы рассказы Фёдорова «Деревянный мир» (1927, № 10), «Русские праздники (Рассказ полковника Семёна Ипполитыча Недалёкого)» (1929, № 8-9) и повесть «Финтифлюшки» (1928, № 3-6).
В 1932 году Фёдоров вместе с женой переехал в Ужгород, где получил по договору должность юриста магистрата. В письме от 29 сентября 1932 года к писателю В. И. Немировичу-Данченко (который в своё время помог Фёдорову получить небольшую литературную стипендию от чешского правительства) Василий Георгиевич писал: «...Судьба моя сложилась так, что необходимо было навсегда покинуть Прагу, и я с женой переселился в Ужгород. Мне очень жаль, что я не смог с Вами попрощаться и с Еленой Самсоновной, Вы и графиня всегда были чрезвычайно добры ко мне и жене и во многом мне помогали. В последнее время мне было очень трудно жить в Праге, заработка не было никакого, и мы с женой изрядно голодали. Конечно, и в Ужгороде устроиться на какую-либо службу очень трудно, но здесь хоть есть какие-то надежды, а в Праге их вовсе не было. <…> Боюсь, что завязну в этой трясине по уши и разучусь даже говорить по-русски (здесь говорят на странном жаргоне — смесь польского, мадьярского и малороссийского языков). Живём мы с женой пока на винограднике под городом (или, вернее, над городом), платим за квартиру 230 крон с электричеством. Денег нам ещё хватит недели на две, а дальше всё покрыто мраком неизвестности».
В 1933 году в Ужгороде вышла вторая книга писателя — сборник рассказов из жизни эмигрантов «Прекрасная Эсмеральда». Тогда же Фёдоров пробует свои силы и в публицистике: печатает в варшавском журнале «Меч» статью «Бесшумный расстрел: Мысли об эмигрантской литературе» (1934, № 9-10). На статью из Парижа откликнулся заметкой «Около важного» Д. С. Мережковский.
В 1938 году в ужгородским издательстве «Школьная помощь» вышла в свет первая часть романа Фёдорова «Канареечное счастье», в котором он с тонким юмором и психологическими подробностями описал жизнь в эмиграции. Владислав Ходасевич писал о романе: «…Фёдоровская улыбка порою кажется несколько грустной, и можно допустить, что в дальнейшем эта грусть даже усилится, но всё-таки в основе замысла у Фёдорова лежит юмор, притом — лёгкий и добродушный. К несомненным достоинствам книги надо отнести то, что чувство меры и вкуса почти никогда автору не изменяют, а это как раз самые опасные места, на которых терпит крушения великое множество комических авторов».
В Ужгороде Василий Фёдоров прожил семь лет и два года в городе Хуст, где служил актуарским адъюнктом земского уряда. Жена Фёдорова вспоминала: «В. Г. Фёдоров с детства любил природу, любил ловить рыбу, ходить на охоту, а также коллекционировать мотылей и бабочек. Во время пребываний в Ужгороде была возможность этим заниматься. Эта тема также находит своё отражение в его рассказах и новеллах. В 1938 году Ужгород заняли венгры, поэтому учреждения переселились в город Хуст. Коллекцию мотылей и бабочек Василий Георгиевич подарил ужгородскому музею».
В 1940 году, в связи с оккупацией Чехословакии немцами, Фёдоровы из Хуста переезжают снова в Прагу. Фёдоров неоднократно арестовывался, отправлялся на принудительные работы. Всю войну Фёдоров оставался в Праге. После войны преподавал русский язык на различных курсах и в кружках, работал переводчиком. С конца 1949 года Василий Георгиевич работал в системе внешней торговли переводчиком в организациях «Ково», Техноэкспорте, «Мотоков» и «Инвесте». Для служащих «Инвесты» он составил чешско-русский словарь по турбинам .
В 1951 году в первых номерах парижского журнала «Литературный современник» после длительного перерыва (с конца 30-х годов Фёдоров не печатался) появились две его статьи — «Зелёные скиты» и «Марк Шагал».
С начала 50-х годов Василий Фёдоров много работает над автобиографическим романом. Первоначально дал ему название «Жизнь наизнанку», однако в процессе работы заменил другим — «Человек задумался». Роман основан на впечатлениях и воспоминаниях самого Фёдорова. Сохранился авторский план романа.
Фёдоров успел вчерне написать три части романа, над четвёртой работал до последнего своего дня. В 1956 году Василий Георгиевич вместе со своим другом Вячеславом Лебедевым начал сотрудничать в газете «Наша жизнь», которая выпускалась Обществом советских граждан в Чехословакии. В третьем ноябрьском номере газеты был опубликован отрывок из романа «Человек задумался». Одновременно он собирался издать сборник рассказов на чешском языке о военных годах в Чехословакии.
В конце 50-х годов Фёдоров предпринимал попытки завязать сотрудничество и с советскими журналами. Он послал в редакцию журнала «Огонёк» свои рассказы, но редакция журнала под разными предлогами в публикации Фёдорову отказала.
8 марта 1959 года Василий Георгиевич Фёдоров умер. Захоронен на православном участке Ольшанского кладбища в Праге недалеко от могил А. Т. Аверченко, Е. И Чирикова, Вас. И. Немировича-Данченко, Д. М. Ратгауза.

## Книги
- Суд Вареника : рассказы. 1926—1930 /Василий Фёдоров; под общ. ред А. Л. Бёма; худож. оформ. Е. Н. Калабина. — Прага : В. Д. Колесников; тип. П. Душека, 1930. — 156 с.; 19 см. — Содерж.: Кузькина мать; Черкес; Микита — скрипач; Суд Вареника; Деревянный мир. — Книга вышла под № 2 в серии изданий «Скита». — На первой странице: Скит. Стихи и проза. II. — 1000 экз.
- Прекрасная Эсмеральда : эмигрантские рассказы /Василий Фёдоров; худож. оформ. М. Лосиевской. — Ужгород : Изд-во о-ва «Школьная помощь», 1933. — 198 с.; 18 см. — Содерж.: Прекрасная Эсмеральда: повесть; рассказы: Фермеры; Грибная история; Восемь моих невест; Настоящий актёр; Последнее гаданье Стивенса; Русские праздники; Жизнь за ширмой; Мёртвая голова.
- Мысли о Гоголе: речь, произнесённая в День русской культуры в Ужгороде / Василий Фёдоров. — Ужгород, 1934.- 8 с.
- Канареечное счастье : роман. Ч.1 / Василий Фёдоров. — Ужгород : Изд-во о-ва «Школьная помощь», 1938. — 230 с.
- Канареечное счастье : сборник / В. Г. Фёдоров; сост., предисл., прим. В. П. Нечаева. — М.: Моск. рабочий, 1990. — 479 с. — Содерж.: Канареечное счастье : роман; повести: Финтифлюшки, Прекрасная Эсмеральда; рассказы: Роман с сапогами; Чародейный плёс; Кузькина мать; Микита Скрипач; Суд Вареника; Черкес; Деревянный мир; Фермеры; Грибная история; Восемь моих невест; Настоящий актёр; Последнее гаданье Стивенса; Русские праздники (рассказ полковника Семёна Ипполитыча Недалёкого); Жизнь за ширмой; «Мёртвая голова»; Счастье Франтишека Лоуды; За далью непогоды; статьи. — 85000 экз. Фёдоров, Василий Георгиевич. Канареечное счастье : [Сборник] / В. Г. Фёдоров; [Сост., предисл., примеч. В. П. Нечаева]. — М. : Моск. рабочий, 1990. — 477,[2] с., [7] л. ил.